# Jesuitenkolleg Landshut

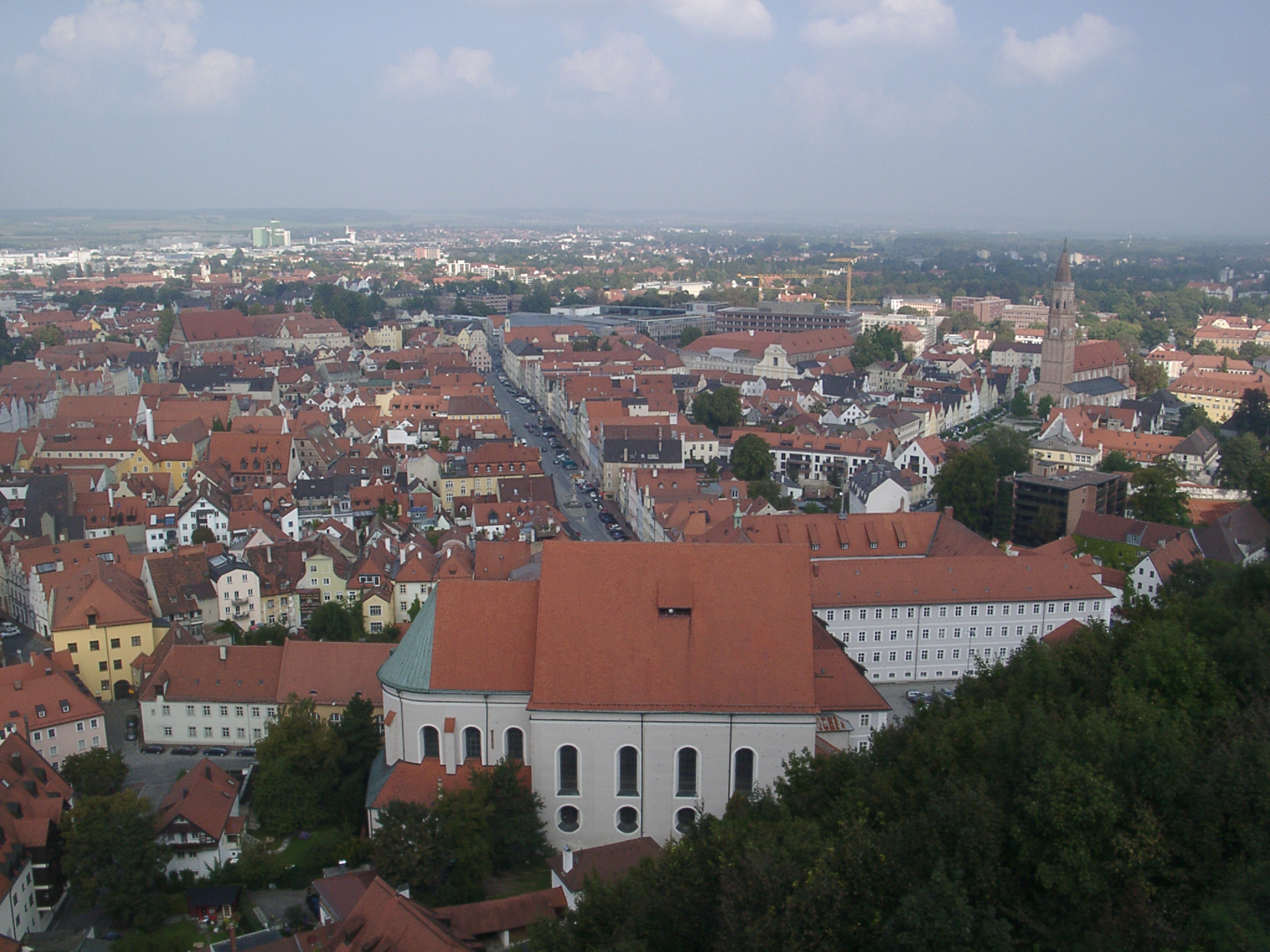
Die Jesuitenkirche St. Ignatius im Vordergrund mit dem ehemaligen Jesuitenkolleg (rechts)

Blick auf das ehemalige Jesuitenkolleg

Das Jesuitenkolleg Landshut war ein Kolleg der Jesuiten in Landshut, das von 1629 bis 1774 bestand. Heute ist die Polizeiinspektion Landshut in dem denkmalgeschützten Gebäudekomplex untergebracht. Die ehemalige Jesuitenkirche St. Ignatius gehört zur Pfarrei St. Martin. Die Gebäude sind nach der Haager Konvention geschütztes Kulturgut.

## Geschichte

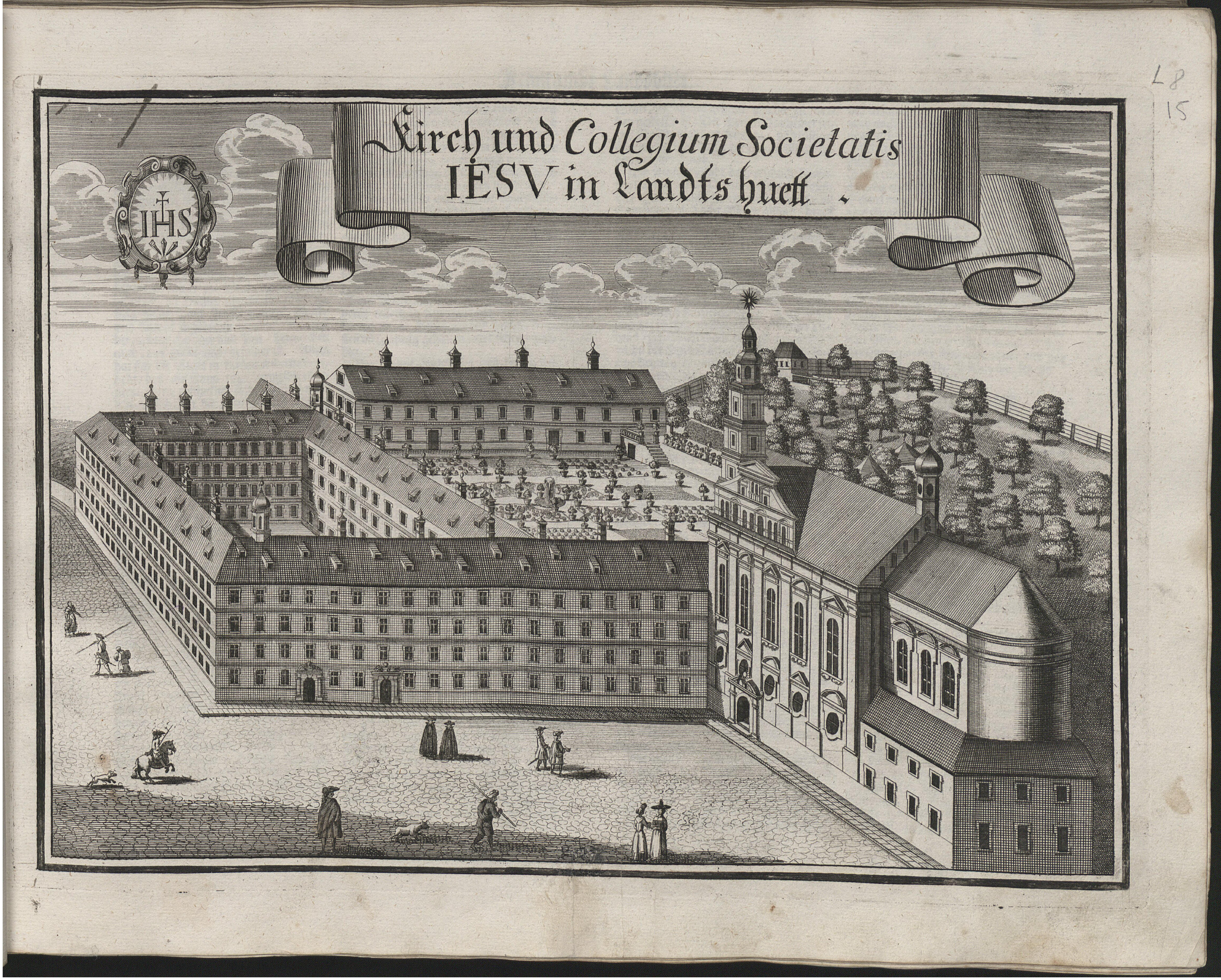
St. Ignatuis-Kirche und Jesuitenkolleg, Kupferstich aus der Historico-Topographica Descriptio von Michael Wening, 1723

Schon in den Jahren 1571, dann wohl 1604 und 1617, fanden Jesuitenmissionen in Landshut statt. 1627/28 kamen die Jesuiten im Auftrag von Kurfürst Maximilian endgültig nach Landshut. Sie waren von Gräfin Magdalena von Haunsperg mit Stiftungskapital finanziell ausgestattet wurden. Ab Mitte 1630 wurde der Kollegbau in die Wege geleitet. Die Grundsteinlegung für die Kollegkirche, die eine der Bedeutung der Niederlassung angemessene Größe erhielt, erfolgte am 31. Juli 1631. Der Kirchenbau wurde trotz der Wirren des Dreißigjährigen Krieges bereits zehn Jahre später fertiggestellt. Die Errichtung der heute noch bestehenden Konventgebäude erfolgt in der Zeit von 1665 bis 1691, nachdem die Patres zuvor in kirchlichen und privaten Gebäude untergebracht waren. Die Jesuiten betreuten Kirche und Kolleg St. Ignatius bis zur Aufhebung des Jesuitenordens im Jahr 1773. Zu Zeiten der Landshuter Universität wurden die Räumlichkeiten vom Priesterseminar Georgianum genutzt. Später, von 1828 bis 1919, war darin eine Kaserne untergebracht; heute befindet sich dort die Polizeiinspektion Landshut, die dem Polizeipräsidium Niederbayern unterstellt ist.

## Beschreibung
Bei dem barocken Kollegbau handelt es sich um eine dreigeschossige Vierflügelanlage mit geschlossenem Innenhof, erbaut von 1665 bis 1691 durch Michael Beer und Michael Thumb. Das ehemalige Refektorium befindet sich im ersten Obergeschoss des Südflügels. Die Stuckierung stammt aus der Zeit um 1720. In einem Raum im Nordflügel könnte sich früher die Bibliothek befunden haben.

## Ehemalige Jesuitenkirche
Baumeister des einschiffigen Sakralbaus mit Seitenkapellen am Langhaus war Frater Johannes Holl, SJ. Als Vorbild diente die Münchner Jesuitenkirche St. Michael. Die Landshuter Jesuitenkirche betont aber ihre Eigenart durch eigene bauliche Akzente und Kompositionen. Diese beziehen sich sowohl auf das Fehlen eines Querschiffes wie auf eine eindrucksvolle Beleuchtung des Gesamtraumes. Ungewöhnlich an St. Ignatius ist die Altarausrichtung gegen Westen und nicht wie üblich gegen Osten. Die Grundsteinlegung der Kirche erfolgte im Jahr 1631. Die Choreinwölbung des Langhauses 1641 markiert die vorläufige Fertigstellung des Kirchenbaus, wobei die Kircheneinweihung bereits 1640 stattfand. Der Hochaltar wurde allerdings erst 1663 errichtet.